# 华氏小菊苣
华氏小菊苣（Microseris walteri）是一种澳大利亚特有的多年生草本植物，开黄花，块根可食用，是三种被称为茉农菊或山药雏菊的植物之一，另外两种是Microseris scapigera和Microseris lanceolata 。  
华氏小菊苣广泛分布在澳大利亚南部地区，包括维多利亚州、新南威尔士州、澳大利亚首都领地、南澳大利亚州、西澳大利亚州和塔斯马尼亚州。在维多利亚州，这种植物分布面积广泛，占据着特别是干燥开阔林的广阔栖息地。 